# Konoe Sakihisa
Konoe Sakihisa (近衛 前久, このえ さきひさ, 1536 – 1612), filho do Kampaku (regente) Taneie, foi um nobre do final do período Sengoku e início do período Azuchi-Momoyama da história do Japão. Pertencia ao ramo Konoe do Clã Fujiwara e se tornou Daijō Daijin em 1582.

## Biografia
Não se conhece muito sobre sua vida politica devido a perda de documentos durante o chamado Incidente de Tainei-ji. Mas sabemos que Sakihisa aos 18 anos em 1554 foi nomeado Kampaku do imperador Go-Nara e continuou no cargo com o imperador Ogimachi até 1568. Concomitantemente foi nomeado Sadaijin entre 1554 e 1557.
Sakihisa apesar de sua juventude lutava pelo renascimento da Corte e o empoderamento do Bakufu. Procurando aliados para cumprir seus objetivos, primeiro procurou se aliar a Uesugi Kenshin e mais tarde se tornou simpatizante da causa de Oda Nobunaga e o acompanhou em sua campanha contra o clã Takeda.
Em 1573 Sakihisa escreveu uma obra sobre a história da província de Saga chamada Saga-ki.
Em 1582,  Sakihisa foi nomeado para o cargo de Daijō Daijin, mas renunciou no mesmo ano abandonando todos os seus cargos e se tornando monge budista com o nome de Ryuzan.
Sakihisa veio a falecer em 7 de junho de 1612 e deixou como herdeiro seu filho Konoe Nobutada.